# 中国国民党中央执行委员会海外部
中國國民黨中央執行委員會海外部，簡稱國民黨中央海外部，1924年国民党一大后始设，掌理海外各级党部的组织与党员的训练，指挥党员活动与海外宣传，1928年撤销，1938年重设，1950年撤销。

## 历史
1924年1月中国国民党一大后，1924年2月6日国民党中央执行委员会第三次会议决定中央党部增设海外部，统管国民党海外各级党部的党务。海外部设部长一人，秘书一人，书记三人，录事一人。林森任中央海外部第一任部长。同时于广州国民政府内政部下设侨务局，局长陈树人。1926年1月，因林森参加西山会议派，从事分裂国民党、分裂海外国民党党务工作的活动，国民党二届一中全会组织新的国民党中央海外部，马来亚华侨、曾创建同盟会马来亚总支部的彭泽民任部长，共产党员许甦魂任海外部秘书。设文书、编辑、组织、侨务、交际、收发、会计、庶务8个科。对外工作设海外党务专员及组织员、宣传员、调查员。海外部工作人员中约有30余名共产党员，其中有台共创党成员杨春松，项南的父亲项与年。国民党海外部的工作非常活跃，在海外许多国家都有半公开的支部，在当地华侨中积极开展活动。1926年1月国民党二大统计，海外党员87065人，占党员总数33%。大革命失败后，1928年2月国民党二届四中全会通过《改组中央党部案》，裁撤海外部，工作交由中央组织部海外科。
1932年国民党中央执行委员会常务委员会决定下设海外党务委员会，主任委员周启刚；副主任委员陈耀垣，委员萧吉珊、詹菊似、谢作民、关素人、郑占南、黄慕松、戴愧生、李绮生、曾仲鸣、李次温、黄复生、曾养甫、崔广秀、丁超五、黄吉宸。该委员会为“咨询机关，工作集中于海外党务之调查与设计”。1935年11月国民党五大后，海外党务委员会改名为“海外党务计划委员会”，工作范围较以前较为缩小。主任委员周启刚，副主任委员萧吉珊、陈耀垣，委员11人，秘书1人，总干事及助理3-5人，录事2人。
1938年4月2日中國國民黨臨時全國代表大會结束后立即召开国民党五届四中全会，决定“以党统政”，实施领袖制，恢复海外部，掌理海外各级党部之组织与党员之训练及海外宣传事宜。历任部长：
- 陈树人（1938.04）
- 吴铁城（1939.11）
- 刘维（1941.04）
- 张道藩（1943.10）
- 梁寒操（1944.11）
- 陈庆云（1945.1）

海外部副部长：周启刚、萧吉珊、陈庆云、戴愧生、赖琏。
海外部为谋求统一指导海外战时工作，太平洋战争爆发后，邀请国民政府侨务委员会、外交部、军令部、三青团召开每周一次的“指导海外战时工作联席会议”。开设海外党务高级干部人员训练班、调入中央训练团党政班受训。
1950年8月5日，第六届国民党中央执行委员会、中央监察委员会停止职权，成立中国国民党中央改造委员会取而代之。中央组织部、中央社會部、中央海外部依次改组为：
- 第一组即普通党务组：组长陈雪屏，掌理台湾各地方党部；
- 第二组即特别党务组：组长谷正纲，负责产业、职业、学生、妇女、军队等党外团体和民众运动中的国民党特别党部的指导实务。
- 第三组即海外党务组：组长郑彦棻，负责海外各级国民党组织的党务。

## 印信
中国国民党中央执行委员会海外部印：铜质，直纽，方6厘米，铁线篆。